# Haemuaszet
Haemuaszet („Felragyog Thébában”) ókori egyiptomi herceg, Ptah memphiszi főpapja, II. Ramszesz fáraó és Iszetnofret királyné fia. Tudásáért és műveltségéért még egy évezreddel később is emlékeztek rá, tudósként és mágusként tisztelték. A korábban élt nemesek és fáraók által emelt épületek és emlékművek felújításáért gyakran „az első egyiptológus”-nak nevezik. Nem összetévesztendő III. Ramszesz azonos nevű fiával.
Haemuaszet nevének jelentése: Felragyog Thébában. Ezt a nevet viselte nagyapja, I. Ramszesz nagybátyja is. Ramszesz negyedik, Iszetnofret második fiaként született; a harmadik közös gyermekük volt Ramszesz herceg és Bintanath után. Elsőként a Beit el-Wali-i templom falán ábrázolják, amint még gyermekként apjával és féltestvéreivel részt vesz egy núbiai hadjáraton; bátyja, Amonherkhopsef mellett áll egy harci kocsin. További élete azonban távol telt a katonaságtól; apja uralkodásának 16. éve körül Ptah isten szolgálatába lépett szem-papként, majd a 25. évben az isten főpapja lett. Ramszesz feltehetőleg igyekezett megerősíteni a memphiszi Ptah-papság hatalmát, hogy ellensúlyozza a thébai Ámon-papság befolyását.
Ptah főpapjaként feladatköre szétágazó volt: felügyelte Ptah, Szokarisz, Ozirisz, Ré és Ápisz vallási szertartásait, valamint a királyi építkezéseket – többek közt a thébai Ramesszeum és a karnaki oszlopcsarnok, a memphiszi nagy Ptah-templom és feltehetőleg több Per-Ramszesz-i épület építését –, valamint a királyi megbízásból dolgozó szobrászok, ékszerészek és más művészek munkáját, ezenkívül ő szervezte a szed-ünnepet, melyet a hagyomány szerint elsőként a fáraó uralmának 30. évében, majd utána pár évente rendeztek meg, és a fáraó rituális megfiatalodását jelképezte. Hosszú uralkodása miatt Ramszesz kiemelkedően sokszor, összesen tizennégyszer ünnepelte meg ezt; az első kilencet ebből Haemuaszet szervezte meg.
Haemuaszet nagy munkát végzett a korábbi épületek helyreállítását illetően is: összeíratta a Memphisz környéki templomokat, szentélyeket, sírokat és piramisokat, és felmérette állapotukat, majd rendbehozatta őket. A helyreállított építmények közt volt Unasz szakkarai piramisa, valamint Sepszeszkaf, Szahuré és Neuszerré Ini épületei. Egy óbirodalmi herceg szobrára feljegyeztette, hogy mindezt a régen élt nemesek és a régiségek iránti szeretetből teszi. Tanulmányozta a régi templomok feliratait és a templomok könyvtáraiban őrzött kéziratokat.
A 30. uralkodási évben – az első alkalommal, mikor a nagy becsben tartott szent Ápisz-bika az ő főpapsága alatt halt meg –, Haemuaszet úgy döntött, változtat az eddigi temetkezési szokásokon, és a bikát nem külön sírba temettette a bebalzsamozása után, hanem az előző mellé. (Ezt a sírt Auguste Mariette tárta fel, és a bikák mellett Ramszesz és Haemuaszet nevét viselő aranytárgyakat talált.) Haemuaszet ezután a további bikatemetésekhez megépíttette a ma Szerapeum néven ismert síregyüttest, mely föld alatti folyosókból nyíló kamrákból állt, a földfelszínen pedig a kisebb kápolnák helyett egy nagyobb templomot emeltetett. Az új sírba az 55. uralkodási évben temettek bikát, innentől fogva még mindegy ezer éven át ide temették a szent bikákat.
Ramszesz szed-ünnepének emléket állítva Haemuaszet sztéléket emeltetett Asszuánban és Gebel esz-Szilszilénél, ezeken Ramszeszt Iszetnofrettel és közös gyermekeikkel – Ramszesszel, Bintanathtal, Haemuaszettel és Merenptahhal ábrázolják, azt is nyilvánvalóvá téve, hogy ebben a sorrendben születtek. (Nofertariról és gyermekeiről itt említés sem esik.)
Haemuaszet feleségét feltehetőleg Nubnofretnek hívták, gyermekei közül Ramszesz, Hori és Iszetnofret neve ismert. Ramszesz és Hori szintén Ptah papjai lettek. Hori a Haemuaszetet követő Parahotep utódja lett főpapként; szakkarai sírjának egy oszloopán ábrázolják, szarkofágját Berlinben, kanópusz-edényeit a British Museumban őrzik; fia, Hori, akivel egy memphiszi sztélén ábrázolják, előbb Észak, majd Dél vezírje lett. Haemuaszet Ramszesz nevű fia Memphiszben szobrot emelt apjának, ma ez a szobor Bécsben található. Haemuaszet lánya, Iszetnofret lehetséges, hogy Merenptah felesége lett (elképzelhető, hogy nem ő, hanem azonos nevű nagynénje volt az, Merenptah felesége azonban sehol nem viseli A király lánya címet). Iszetnofretet, Merenptah feleségét ábrázolják egy szobron, melyet eredetileg III. Amenhotep idejében készítettek, és Merenptah alakíttatott át felesége számára; ugyanitt ábrázolják Paneheszi vezír sztéléjén és szobrocskáján.
Haemuaszet bátyja, Ramszesz herceg, a trónörökös apjuk uralkodásának 52. évében meghalt, és így Haemuaszet töltötte be a trónörökösi pozíciót három évvel később bekövetkezett haláláig, mikor öccse, Merenptah követte, aki végül trónra lépett. Haemuaszetet Gízában vagy Szakkarában temették el. A II. Ramszesz többi fiának sírjául szolgáló Királyok völgye 5 sírban semmi bizonyítékát nem találták, hogy Haemuaszetet ide temették volna. A Szerapeumban 1851-ben megtalálták egy középkorú férfi múmiáját, ami egyes feltételezések szerint lehet Haemuaszeté, más elmélet szerint azonban egy szent bikáé a múmia
Haemuaszetre sokáig emlékeztek még halála után is; alakja ihlette a Szetna-regény című népszerű történeteket.

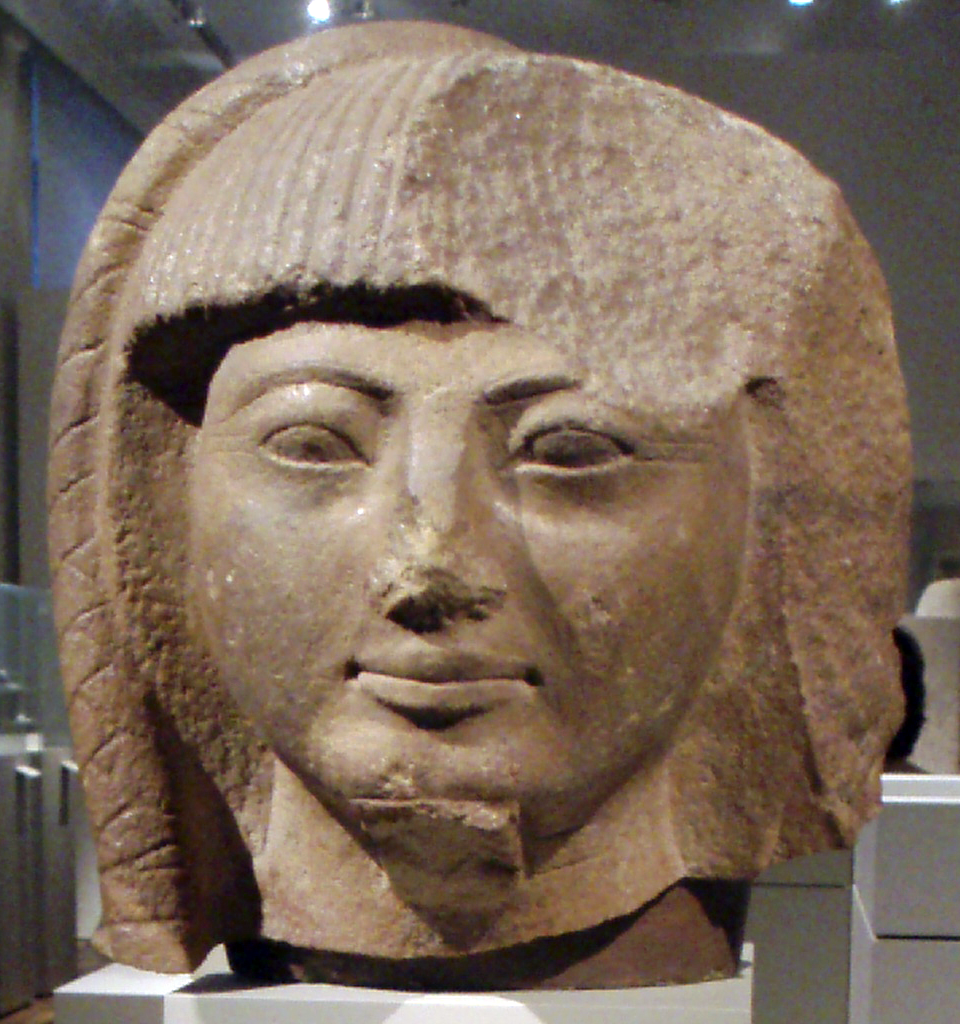
Haemuaszet fejszobra Berlinben
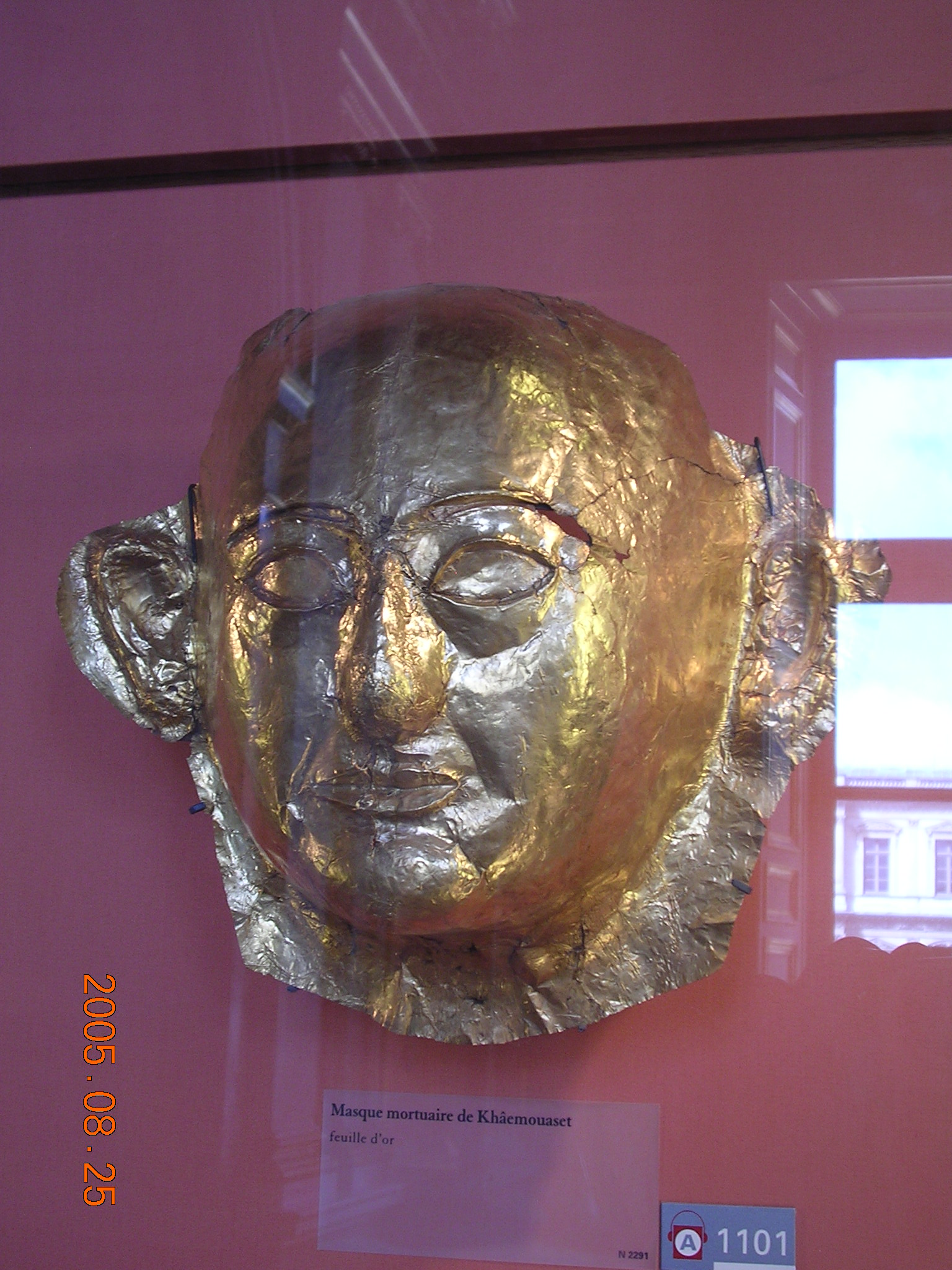
Haemuaszet arany maszkja